# Fraunhofer-Institut für Solare Energiesysteme

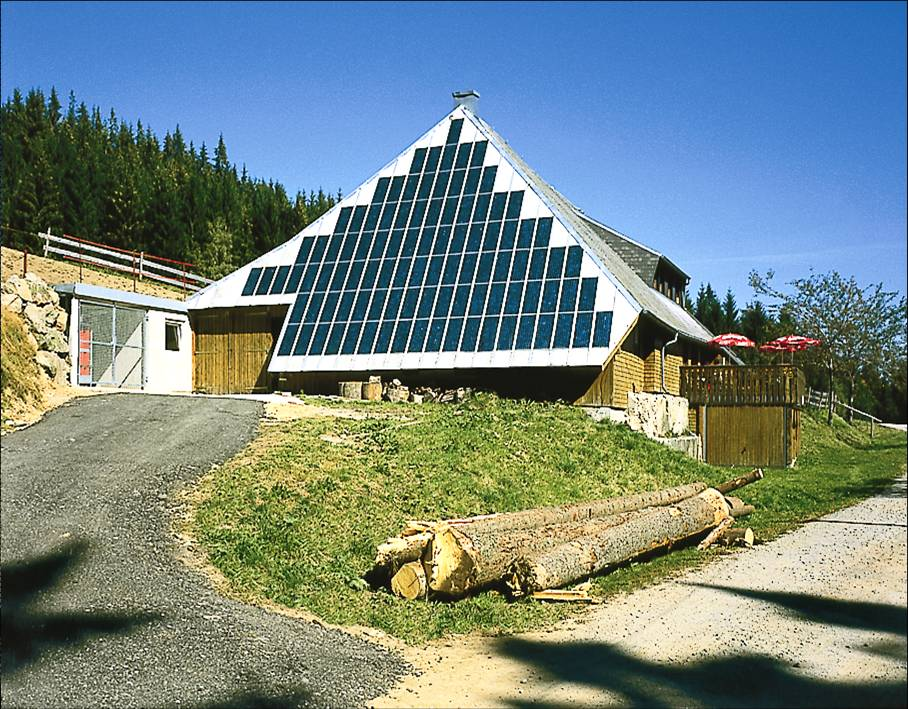
Photovoltaikanlage auf dem Rappeneck. Die Anlage wurde 1987 vom Fraunhofer ISE geplant und gebaut

Das Fraunhofer-Institut für Solare Energiesysteme ISE, auch in der Kurzbezeichnung „Fraunhofer ISE“ genannt, ist eine Einrichtung der Fraunhofer-Gesellschaft zur Förderung der angewandten Forschung e. V. (FhG) und befindet sich in Freiburg im Breisgau. Seine Aktivitäten sind der angewandten Forschung und Entwicklung in den Fächern Ingenieurwissenschaft und Naturwissenschaft auf dem Gebiet der Solartechnik und der Photovoltaik zuzuordnen. Das Fraunhofer ISE Labor- und Servicecenter Gelsenkirchen ist ein Außenstandort des Instituts, der sich der produktionsnahen Herstellung von Solarzellen widmet.
Das Institut wird seit Januar 2017 von Hans-Martin Henning und Andreas Walter Bett geleitet. Vorgänger als Institutsleiter waren von 2006 bis 2016 Eicke R. Weber, von 1993 bis 2005 Joachim Luther und Institutsgründer Adolf Goetzberger von 1981 bis 1993. Mit über 1100 Mitarbeitern ist das Fraunhofer ISE das größte Solarforschungsinstitut Europas. Das Budget beträgt 83,5 Mio. Euro.

## Geschichte
Das Institut wurde 1981 gegründet und war das erste außeruniversitäre Solarforschungsinstitut in Europa. Das ISE wurde von Adolf Goetzberger gegründet, der das Institut von 1981 bis 1993 leitete. Die frühen Schwerpunkte waren: der Fluoreszenzkollektor FLUKO, die Transparente Wärmedämmung sowie erste Schritte in Richtung hocheffizienter Silicium- und III-V-Solarzellen, Dünnschichtzellen sowie Solarsilicium.
Bereits 1983 gelang die Entwicklung des ersten vollelektronischen ISE-Wechselrichters mit bis dahin nicht erreichtem Wirkungsgrad zum Einsatz in autonomen Photovoltaikanlagen. Im Jahr 1986 entsteht das erste Serienprodukt mit einem Fluoreszenzkollektor zur Energieversorgung. Im Rahmen des PV-Kleingeräteprogramms entstehen in Zusammenarbeit mit der mittelständischen Industrie zahlreiche weitere erfolgreiche Produkte. Mit der Inbetriebnahme des Reinraumlabors begann 1989 die Herstellung von hocheffizienten Solarzellen. Vom ISE entwickelte selektive Solarabsorberschichten für thermische Solarkollektoren gehen 1998 in die industrielle Fertigung.
Im Januar 2014 wurde dem Institut der vom Emirat Abu Dhabi ausgeschriebene Zayed-Future-Energy-Prize 2014 in der Kategorie NGO verliehen. Der Preis ist mit 1,5 Millionen US-Dollar dotiert.

## Forschung und Entwicklung
Mit der Forschung des Fraunhofer ISE werden die technischen Voraussetzungen für eine effiziente und umweltfreundliche Energieversorgung, sowohl in Industrieländern als auch in Schwellen- und Entwicklungsländern, geschaffen. Hierzu entwickelt das Institut Materialien, Komponenten, Systeme und Verfahren und beschäftigt sich, über die Grundlagenforschung hinaus mit der Entwicklung von Produktionstechniken und Prototypen sowie der Ausführung von Demonstrationsanlagen und dem Betrieb von Testzentren.
Die Geschäftsfelder des Instituts spiegeln die hier im Überblick beschriebenen Arbeitsschwerpunkte wider:
- Energieeffiziente Gebäude und Gebäudetechnik
Am Fraunhofer ISE sind Gebäude und ihre technische Ausrüstung ein zentrales Thema. Im Team mit Architekten, Fachplanern und der Industrie werden Gebäude von heute optimiert und Gebäude für morgen entwickelt. Dabei werden hinsichtlich der Wirtschaftlichkeit, der Energieeffizienz und dem Nutzerkomfort optimierte Konzepte verwirklicht. Die internationalen Rahmenbedingungen hierfür werden durch Mitarbeit in Projekten der Internationalen Energieagentur (IEA) mitgestaltet. Für diese Aufgaben arbeiten viele Disziplinen zusammen – von der Materialforschung und Schichtentwicklung bis zur Komponenten- und Systementwicklung einschließlich der erforderlichen Tests.
- Angewandte Optik und funktionale Oberflächen
Solare Energiesysteme wandeln Solarenergie, die in Form von elektromagnetischer Strahlung auf die Erde trifft, in thermische, elektrische oder chemische Energie um. Um die Solarstrahlung je nach Anforderung besser zu transmittieren, zu reflektieren, zu absorbieren, zu filtern, zu lenken oder zu konzentrieren, entwickelt das Fraunhofer ISE optische Komponenten und Systeme. Der Bereich „Angewandte Optik und funktionale Oberflächen“ bedient als Querschnittsthema mehrere Segmente der Solartechnik: Fenster und Fassaden, solarthermische Kollektoren, Konzentratorsysteme für die Photovoltaik und solare Kraftwerke sowie photovoltaische Modultechnik.
- Elektrische Energiespeicher
Sowohl die Energie- als auch die Mobilitätswende kann nur mithilfe sicherer, zuverlässiger und leistungsfähiger Batteriespeicher gelingen. Der Bedarf an nötigen Technologien für elektrische Energiespeicher wird demnach kontinuierlich ansteigen. Insbesondere für intelligente Stromnetze sind moderne Energiespeicher zur Aufrechterhaltung der Netzstabilität unerlässlich. Um alle beabsichtigen Ziele zu erreichen, wird jedoch auch eine nachhaltige Kreislaufwirtschaft benötigt, wie sie die europäische Batterieverordnung vorgibt. Die Digitalisierung ist in den Bereichen Produktion, Nutzungsphase und End-of-life (EOL) in diesem Zusammenhang von Bedeutung. Zudem sind die erwarteten Entwicklungen im Kontext des Batteriepasses erforderlich.
- Solarthermie
Das Geschäftsfeld umfasst den Markt von Nieder- bis Hochtemperaturanwendungen: Solarthermische Kollektoren und Kollektorsysteme mit Flach- und Vakuumröhrenkollektoren haben vielseitige Anwendungen von der Brauchwasser- und Solarheizungsanlage über die Kühlung und Klimatisierung bis hin zur seewasserfesten Entsalzungsanlage. Auch fassadenintegrierte Kollektoren und Fensterkollektoren werden eingesetzt. Mit linear konzentrierenden Kollektoren können Betriebstemperaturen von 150 °C bis über 400 °C erreicht werden. Sowohl Parabolrinnen- als auch Fresnelkollektoren werden nicht nur für die solarthermische Stromversorgung von Großkraftwerken eingesetzt, sondern auch in oft einfacheren und kostengünstigeren Varianten für die Erzeugung von Prozesswärme, Prozessdampf und Antriebswärme von Absorptionskältemaschinen.
- Silicium-Photovoltaik
Über 90 % der hergestellten Solarzellen bestehen aus kristallinem Silicium. Preis-Leistungs-Verhältnis, Langzeitstabilität und belastbare Kostenreduktionspotenziale sprechen dafür, dass dieser Leistungsträger der terrestrischen Photovoltaik noch deutlich länger als die nächsten zehn Jahre marktbeherrschend bleiben wird. Die Forschung und Entwicklung des Fraunhofer ISE deckt die gesamte Wertschöpfungskette der kristallinen Silicium-Photovoltaik ab, von der Materialentwicklung und Kristallisation über die Solarzellenentwicklung bis hin zur Modultechnologie.
- Photovoltaische Module und Systeme
Modultechnologie verwandelt Solarzellen in ein beständiges Produkt für den sicheren Betrieb in PV-Kraftwerken. Das Fraunhofer ISE unterstützt Produktentwicklungen in Richtung optimaler Wirkungsgrade, reduzierter Kosten und höchster Zuverlässigkeit. Das Institut bietet darüber hinaus Dienstleistungen für die Qualitätssicherung von Modulen und Kraftwerken an.
- Alternative Photovoltaik-Technologien
In Ergänzung zur Silicium-Photovoltaik erstreckt sich die Solarzellenforschung des Instituts auf weitere Photovoltaik-Technologien: Durch den Einsatz von III-V-basierenden Halbleitern wie Galliumindiumphosphid, Aluminiumgalliumarsenid oder Galliumarsenid können heute die höchsten Wirkungsgrade für Solarzellen erreicht werden. Die Technologie der Farbstoffsolarzellen hat sich in den letzten Jahren deutlich über den Labormaßstab hinaus entwickelt und Organische Solarzellen sind insbesondere aufgrund der erwarteten niedrigen Herstellungskosten attraktiv.Solarradweg in Freiburg

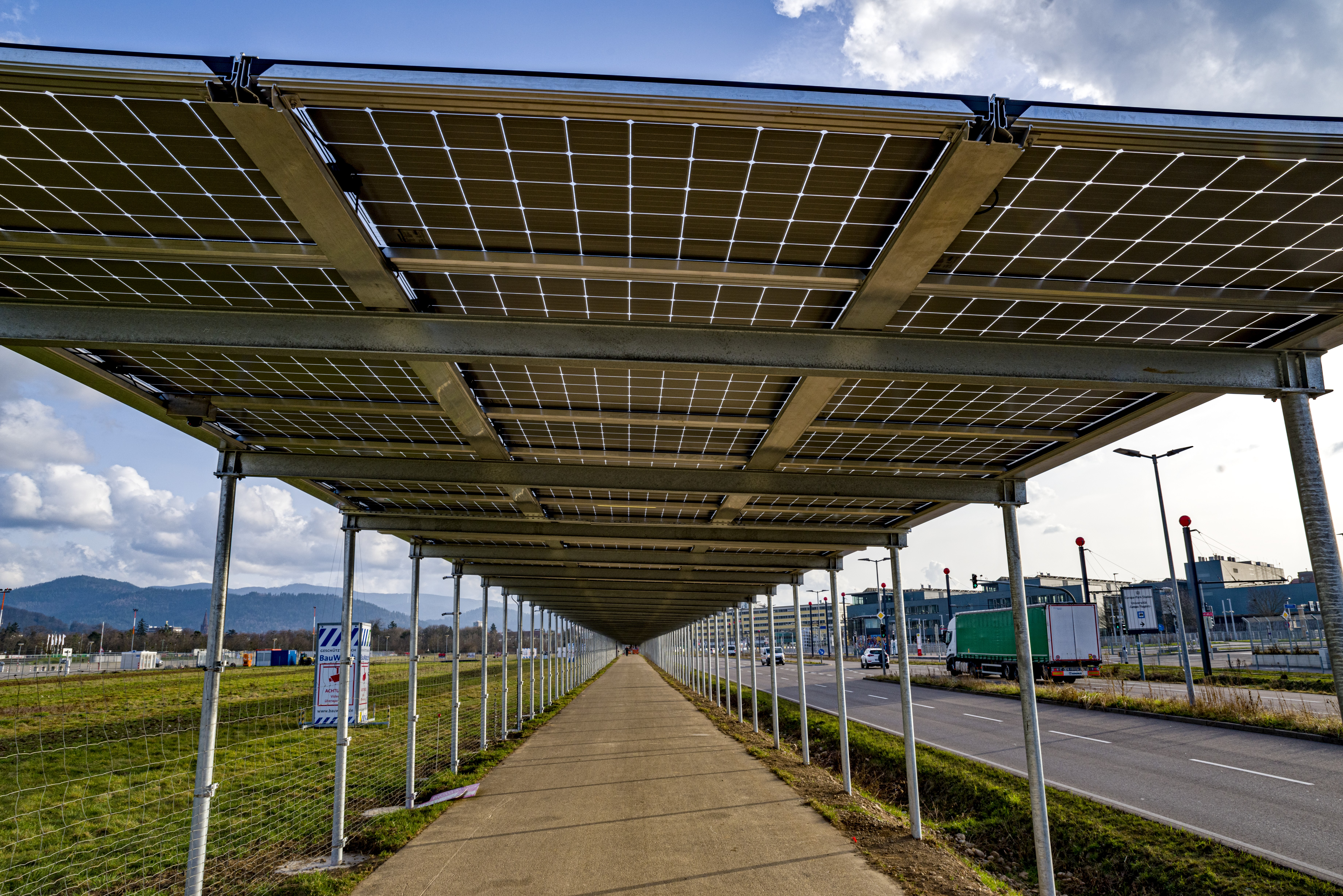
Solarradweg in Freiburg

- Regenerative Stromversorgung
Der Bau netzgekoppelter Anlagen ist heute der weltweit größte Markt der Photovoltaikbranche. Das Institut berät bei der Anlagenplanung, charakterisiert Solarmodule und führt die technische Bewertung und Leistungsprüfung von Photovoltaikanlagen durch.
- Wasserstofftechnologie
Im Bereich Wasserstofftechnologie werden innovative Technologien zur Gewinnung und hocheffizienten Umwandlung von Wasserstoff in Strom und Wärme erforscht. Zusammen mit den Partnern aus Industrie und Wissenschaft werden Komponenten bis hin zu kompletten Brennstoffzellensystemen, überwiegend für netzferne, portable und mobile Anwendungen entwickelt.

## Servicebereiche

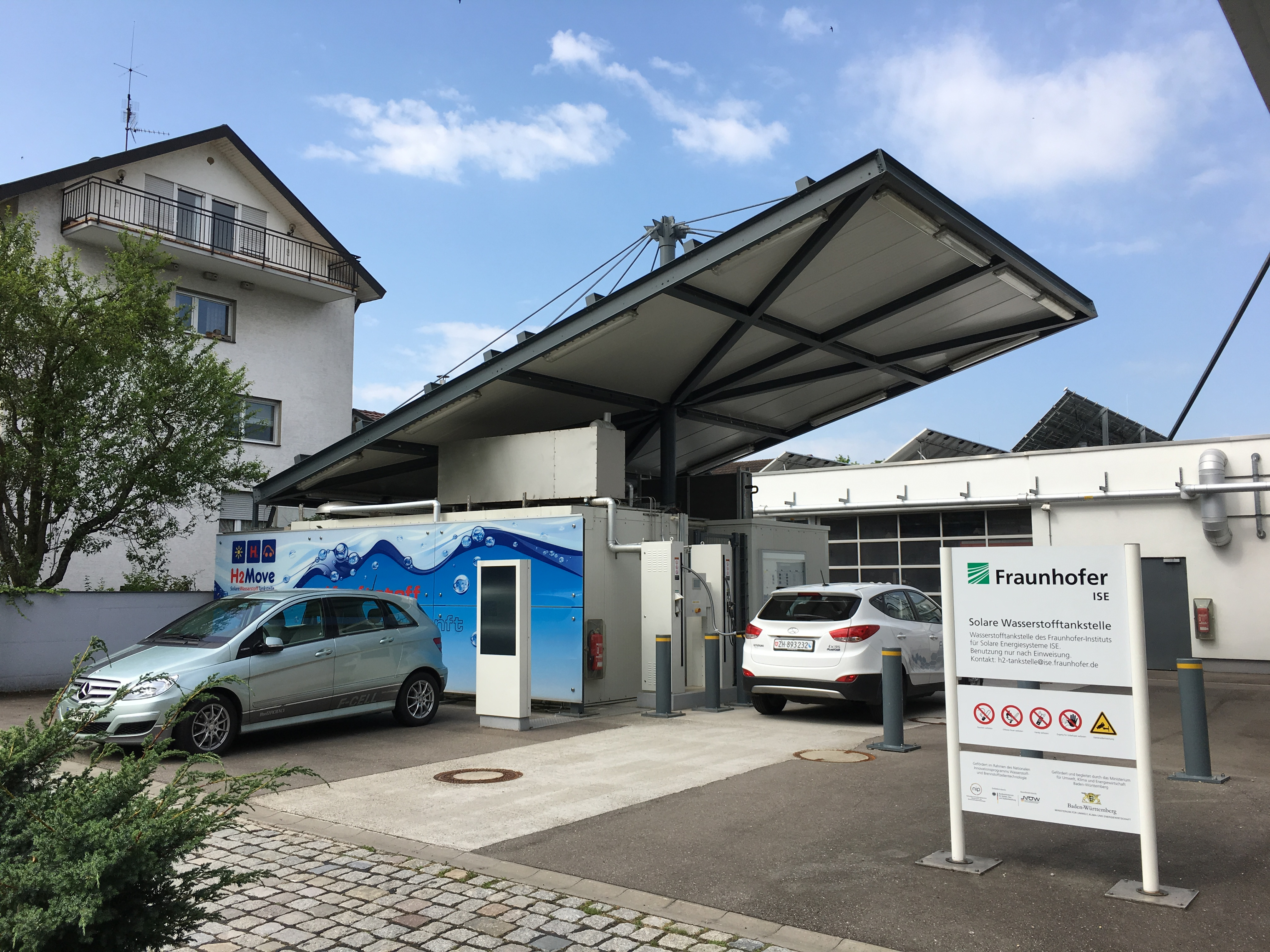
Solare Wasserstoff-Tankstelle beim Fraunhofer ISE in Freiburg

Derzeit verfügt das Fraunhofer ISE über fünf akkreditierte Testeinrichtungen:
- TestLab Solar Thermal Systems
- TestLab Solar Façades
- TestLab PV Modules
- TestLab Power Electronics
- CalLab PV Cells / CalLab PV Modules

Weitere Serviceeinrichtungen:
- Qualitätssicherung von PV-Kraftwerken
- Photovoltaik Leistungselektronik
- Wechselrichterlabor
- Batterie-Prüflabor
- Lichtlabor
- Lüftungsgeräte und Wärmepumpen
- PCM-Labor
- Prüflabor für Adsorptionsmaterialien und poröse Materialien
- Testzentrum Brennstoffzelle

## Kooperationen
Das Institut ist Gründungsmitglied und Geschäftsstelle der „Fraunhofer-Allianz Energie“. In dieser Allianz bündeln 16 Fraunhofer-Institute ihre Kompetenzen in Energietechnologien und -forschung, um Industrie und Energiewirtschaft Forschungs- und Entwicklungsarbeiten aus einer Hand anbieten zu können.
Das Institut ist außerdem in ein Netz von nationalen und internationalen Kooperationen eingebunden, es ist u. a. Mitglied des ForschungsVerbunds Sonnenenergie (FVS) und der European Renewable Energy Centers Agency (EUREC).
Im universitären Bereich besteht eine enge Kooperation mit dem Materialforschungszentrum der Albert-Ludwigs-Universität Freiburg, die den Grundlagenforschungsbedarf des Fraunhofer ISE abdeckt und durch die Doppelfunktionen des Institutsleiters (zugleich Lehrstuhlinhaber) begünstigt wird.

## Ausgründungen
Ausgründungen aus Forschungseinrichtungen sind Teil einer von Bund und den Ländern gewollten Strategie zur Verwertung von marktfähigen Forschungsergebnissen, die aus öffentlichen Mitteln gefördert wurden (Stichwort: Ergebnisse nicht in die Schublade, sondern dem Wirtschaftsstandort Deutschland zuführen). An solchen Ausgründungen beteiligen sich in der Regel Mitarbeiter der Einrichtungen und ggf. die Institute selbst.
Bisher hat es beim Fraunhofer ISE sieben solche Ausgründungen, auch „Spin-Offs“ genannt, gegeben.
Beispiele:
- Im Jahr 1999 wurde die PSE AG gegründet, die Dienstleistungen rund um die Solarenergie anbietet. Das Unternehmen bietet neben Studien und Gutachten auch Mess- und Regeltechnik sowie Sonderanfertigungen für Laborequipment an.
- Ein im Jahr 2001 gegründetes Unternehmen, die Holotools GmbH (heute temicon GmbH - holotools), befasst sich mit der Entwicklung und Fertigung von funktionalisierten Oberflächen für Lichtmanagement. Eine besondere Spezialisierung ist die großflächige homogene Strukturierung von optischen Oberflächen.
- Ein weiteres im Jahr 2002 gegründetes Unternehmen, die SorTech AG (seit März 2017 Fahrenheit AG), erschließt Wärmequellen für die Kälteerzeugung und kann damit Niedertemperaturwärme anstelle von Strom als Energiequelle nutzbar machen. Dazu wurde die Adsorptionstechnologie weiterentwickelt, mit der insbesondere im Sommer nicht nutzbare Wärme aus einer Vielzahl von Quellen zur wirtschaftlichen Kälteerzeugung genutzt werden kann.
- Ein neu gegründetes Technologieunternehmen, die Concentrix Solar GmbH (heute Soitec Solar), hat sich zum Ziel gesetzt, eine innovative Photovoltaik-Technologie in den Markt einzuführen. Photovoltaik-Kraftwerke von 100 kW bis mehrere Megawatt Leistung werden möglicherweise die Zukunft der Photovoltaik bestimmen. Das Unternehmen zielt dabei auf große Photovoltaik-Installationen in sonnenreichen Ländern.
- Das im Jahr 2014 gegründete Unternehmen Enit Energy IT Systems GmbH entwickelt und vertreibt Energiemanagementsysteme für mittelständische Unternehmen. Hierbei gewinnen Kunden mehr Transparenz über Strom-, Wärme- und Gasverbrauch und  können Anlagen intelligent steuern und effizienter betreiben.

## Personal, Infrastruktur und Finanzierung
Am Institut sind 1.163 Mitarbeiter beschäftigt. Darunter sind unter anderem 124 Promovierende, 115 Diplomanden, 20 Gastwissenschaftler, 33 Praktikanten und 250 wissenschaftliche Hilfskräfte (Stand 31. Dezember 2016).
Über 27.000 m² Büros, Labors, Werkstätten und Besprechungsräume stehen für die Forschungs- und Entwicklungstätigkeiten zur Verfügung.
Der Betriebshaushalt lag im Geschäftsjahr 2016 bei 72,9 Millionen Euro. Rund 84 % des Betriebshaushalts waren Erträge aus der Auftragsforschung der Wirtschaft und öffentlich finanzierten Projekten, die restlichen Mittel stammen aus öffentlicher Grundfinanzierung und sonstigen Erträgen. Zusätzlich tätigte das Institut 2016 Investitionen in Höhe von 8,2 Millionen Euro. (Stand: Dezember 2016)